# Ágis de Argos
Ágis (pronúncia:/ˈeɪdʒɪs/; em grego clássico: Ἄγις, gen.: Ἄγιδος) foi um poeta grego antigo de Argos e contemporâneo de Alexandre, o Grande, a quem acompanhou em sua expedição asiática. Cúrcio, bem como Arriano e Plutarco descrevem como um bajulador, um dos bajuladores mais baixos do rei. Cúrcio o chama de "o compositor dos piores poemas depois de Coerilo" ("pessimorum carminum post Choerilum conditor"), o que provavelmente se refere mais ao caráter obsequioso e lisonjeiro do que ao seu valor como poesia. A antologia grega contém um epigrama que provavelmente é o trabalho desse bajulador.
Ateneu menciona um Ágis como autor de uma obra sobre a arte de cozinhar (ὀψαρτυτικά).